# Emanuele Beraudo di Pralormo
Emanuele Beraudo (Pralormo, 13 luglio 1887 – Pralormo, 11 ottobre 1960) è stato un generale e cavaliere italiano, vincitore di una medaglia di bronzo nell'Equitazione ai Giochi olimpici di Parigi 1924 e decorato di Medaglia d'oro al valor militare a vivente nel corso della seconda guerra mondiale.

## Biografia
Discendente da nobile famiglia piemontese sposò Maria Incisa della Rocchetta (1901-1996), figlia del marchese Enrico Incisa della Rocchetta e della principessa donna Eleonora Chigi della Rovere, dalla quale ebbe tre figli, uno dei quali Filippo Beraudo, Conte di Pralormo, nato nel 1941 è l'attuale proprietario del Castello di Pralormo. Durante la sua attività militare curò a lungo la formazione degli ufficiali alla Scuola di cavalleria di Pinerolo e nel 1924 ottenne la medaglia di bronzo a squadre alle Olimpiadi di Parigi nel Concorso Completo di Equitazione.
Negli anni trenta ricoprì l'incarico addetto militare a Parigi. Inviato in Etiopia, su richiesta del Viceré d'Etiopia Amedeo d'Aosta, presso il comando delle forze armate di stanza nell'Africa Orientale Italiana.
Alla caduta dell'Africa Orientale Italiana venne fatto prigioniero dagli inglesi e internato prima in Kenya e poi in India. Agli inizi di settembre del 1944, ritornato in patria, venne richiamato in servizio dal Regno del Sud e destinato al comando del Gruppo di Combattimento "Piceno", uno dei sei Gruppi di Combattimento che affiancarono le truppe alleate durante la campagna d'Italia contro i tedeschi.
Dopo la guerra nel 1950 essendo presidente del Tribunale militare di Roma che processò l'ex maresciallo d'Italia Rodolfo Graziani si trovò al centro di pressioni d'ogni genere, che da un lato erano esercitate per far condannare l'ex ministro della Repubblica Sociale Italiana e, dall'altro, per farlo assolvere. La liberazione di Graziani, successivamente alla chiusura del dibattimento, sollevò un mare di polemiche e pose praticamente fine, principalmente per iniziativa del ministro Randolfo Pacciardi, alla carriera del generale Beraudo di Pralormo che in quell'anno si ritirò dal servizio.

## Ascendenza
|                                                                      |                                                                |                                                        | Genitori                                                          |  |  | Nonni |  |  | Bisnonni                                                |  |  | Trisnonni                                    |  |
|                                                                      |                                                                |                                                        |                                                                   |  |  |       |  |  | 8. Carlo Vincenzo Sebastiano Beraudo, conte di Pralormo |  |  | 16. Filippo Maria Beraudo, conte di Pralormo |  |
|                                                                      |                                                                |                                                        |                                                                   |  |  |       |  |  | 8. Carlo Vincenzo Sebastiano Beraudo, conte di Pralormo |  |  | 16. Filippo Maria Beraudo, conte di Pralormo |  |
|                                                                      |                                                                | 17. Anna Maria Perrone di San Martino                  |                                                                   |  |  |       |  |  | 8. Carlo Vincenzo Sebastiano Beraudo, conte di Pralormo |  |  |                                              |  |
| 4. Roberto Beraudo, conte di Pralormo                                |                                                                |                                                        |                                                                   |  |  |       |  |  | 8. Carlo Vincenzo Sebastiano Beraudo, conte di Pralormo |  |  |                                              |  |
|                                                                      |                                                                | 9. Felicita Asinari dei marchesi di San Marzano        | 18. Filippo Antonio Asinari dei marchesi di San Marzano           |  |  |       |  |  |                                                         |  |  |                                              |  |
|                                                                      |                                                                | 9. Felicita Asinari dei marchesi di San Marzano        | 18. Filippo Antonio Asinari dei marchesi di San Marzano           |  |  |       |  |  |                                                         |  |  |                                              |  |
|                                                                      |                                                                | 9. Felicita Asinari dei marchesi di San Marzano        | 19. Polissena Della Chiesa dei marchesi di Cinzano e Roddi        |  |  |       |  |  |                                                         |  |  |                                              |  |
| 2. Carlo Federico Beraudo dei conti di Pralormo                      |                                                                | 9. Felicita Asinari dei marchesi di San Marzano        |                                                                   |  |  |       |  |  |                                                         |  |  |                                              |  |
|                                                                      |                                                                | 10. Frédéric Milliet de Faverges et de Challes         | 20. Joseph Frédéric Pantaléon Milliet de Faverges et de Challes   |  |  |       |  |  |                                                         |  |  |                                              |  |
|                                                                      |                                                                | 10. Frédéric Milliet de Faverges et de Challes         | 20. Joseph Frédéric Pantaléon Milliet de Faverges et de Challes   |  |  |       |  |  |                                                         |  |  |                                              |  |
|                                                                      |                                                                | 10. Frédéric Milliet de Faverges et de Challes         | 21. Henriette Morand de Saint-Sulpice                             |  |  |       |  |  |                                                         |  |  |                                              |  |
| 5. Marie Christine Milliet de Faverges et de Challes                 |                                                                | 10. Frédéric Milliet de Faverges et de Challes         |                                                                   |  |  |       |  |  |                                                         |  |  |                                              |  |
|                                                                      |                                                                | 11. Marie Anne Françoise Adélaide de Buttet            | 22. Simon de Buttet                                               |  |  |       |  |  |                                                         |  |  |                                              |  |
|                                                                      |                                                                | 11. Marie Anne Françoise Adélaide de Buttet            | 22. Simon de Buttet                                               |  |  |       |  |  |                                                         |  |  |                                              |  |
|                                                                      |                                                                | 11. Marie Anne Françoise Adélaide de Buttet            | 23. Françoise Joséphine Catherine Compagnon de Ruffieu            |  |  |       |  |  |                                                         |  |  |                                              |  |
| 1. Emanuele Beraudo dei conti di Pralormo                            |                                                                | 11. Marie Anne Françoise Adélaide de Buttet            |                                                                   |  |  |       |  |  |                                                         |  |  |                                              |  |
|                                                                      | 12. Carlo Vincenzo Sebastiano Beraudo, conte di Pralormo (= 8) | 24. Filippo Maria Beraudo, conte di Pralormo (= 16)    |                                                                   |  |  |       |  |  |                                                         |  |  |                                              |  |
|                                                                      | 12. Carlo Vincenzo Sebastiano Beraudo, conte di Pralormo (= 8) | 24. Filippo Maria Beraudo, conte di Pralormo (= 16)    |                                                                   |  |  |       |  |  |                                                         |  |  |                                              |  |
|                                                                      | 12. Carlo Vincenzo Sebastiano Beraudo, conte di Pralormo (= 8) | 25. Anna Maria Perrone di San Martino (= 17)           |                                                                   |  |  |       |  |  |                                                         |  |  |                                              |  |
| 6. Vittorio Policarpo Beraudo dei conti di Pralormo                  | 12. Carlo Vincenzo Sebastiano Beraudo, conte di Pralormo (= 8) |                                                        |                                                                   |  |  |       |  |  |                                                         |  |  |                                              |  |
|                                                                      |                                                                | 13. Felicita Asinari dei marchesi di San Marzano (= 9) | 26. Filippo Antonio Asinari dei marchesi di San Marzano (= 18)    |  |  |       |  |  |                                                         |  |  |                                              |  |
|                                                                      |                                                                | 13. Felicita Asinari dei marchesi di San Marzano (= 9) | 26. Filippo Antonio Asinari dei marchesi di San Marzano (= 18)    |  |  |       |  |  |                                                         |  |  |                                              |  |
|                                                                      |                                                                | 13. Felicita Asinari dei marchesi di San Marzano (= 9) | 27. Polissena Della Chiesa dei marchesi di Cinzano e Roddi (= 19) |  |  |       |  |  |                                                         |  |  |                                              |  |
| 3. Maria Anna Matilde Teodora Catalina Beraudo dei conti di Pralormo |                                                                | 13. Felicita Asinari dei marchesi di San Marzano (= 9) |                                                                   |  |  |       |  |  |                                                         |  |  |                                              |  |
|                                                                      |                                                                | …                                                      | …                                                                 |  |  |       |  |  |                                                         |  |  |                                              |  |
|                                                                      |                                                                | …                                                      | …                                                                 |  |  |       |  |  |                                                         |  |  |                                              |  |
|                                                                      |                                                                | …                                                      | …                                                                 |  |  |       |  |  |                                                         |  |  |                                              |  |
| 7. Gabriella de Orestis di Castelnuovo                               |                                                                | …                                                      |                                                                   |  |  |       |  |  |                                                         |  |  |                                              |  |
|                                                                      |                                                                | …                                                      | …                                                                 |  |  |       |  |  |                                                         |  |  |                                              |  |
|                                                                      |                                                                | …                                                      | …                                                                 |  |  |       |  |  |                                                         |  |  |                                              |  |
|                                                                      |                                                                | …                                                      | …                                                                 |  |  |       |  |  |                                                         |  |  |                                              |  |
|                                                                      |                                                                | …                                                      |                                                                   |  |  |       |  |  |                                                         |  |  |                                              |  |

## Palmarès
| Anno | Manifestazione  | Sede   | Evento                      | Risultato |
| ---- | --------------- | ------ | --------------------------- | --------- |
| 1924 | Giochi olimpici | Parigi | Concorso completo a squadre | Bronzo    |